# 由來ちとせ
夕季 ちとせ（ゆき ちとせ、1991年10月10日 - ）は、日本のAV女優。ワイズプロモーション所属。旧芸名は七草 ちとせ（さえぐさ ちとせ）、由來 ちとせ（ゆら ちとせ）。

## 人物
2014年9月に七草ちとせ名義でAVデビュー。2016年7月にオーブエンターテイメントからアローズへ移籍。芸名を由來ちとせに改名した。
趣味は散歩・お菓子作り。
AV監督の真咲南朋はちとせについて、「明るい根っからのヤリマン。男を責めるのも責められるのも好き。ドMとドSを両方持っている。（ビジネスではなく）彼女は本当にSEXが大好き」と語っている。
2018年6月に自身のTwitterでAV引退を発表した。引退発表の文面の最後には「もしまたAVの世界に戻る事があればその時は笑顔で迎えてほしい」と残している。
2019年10月5日に自身のTwitterを復活した。
2020年6月25日、夕季ちとせとして復帰。ACT所属。
2021年7月7日、事務所退所を発表。
2021年9月26日、新事務所としてワイズプロモーションに所属したことを発表した。
2024年4月8日週FANZA動画フロアランキングにて、2023年1月発売の出演作『【福袋】【人気シリーズ厳選！】母の親友 まるごと15タイトル1534分』（VENUS）が急上昇し、2位にランクイン。

## 出演作品

### アダルトビデオ
七草ちとせ 名義
2014年
- 初撮りJカップ大型ロケット111cm  七草ちとせ（9月13日、E-BODY）
- 七草ちとせのJcupおっぱいすげぇw（9月15日、マリオン）
- 質屋の質草にされた美巨乳若妻2（9月19日、クリスタル映像）
- ヤリたくなる肉体 〜ジョギングで揺れる卑猥なノーブラ爆乳〜（10月1日、Fitch）
- 膣内射精できるい・い・な・り巨乳義母（10月19日、VENUS）
- 客室を案内してもらった爆乳ホテルコンシェルジュに、長期の宿泊ですね、出張なんですか?と聞かれ、いえアナタを監禁するためですと突然襲いかかり、コンシェルジュを脅して、上司に早退すると連絡させる作戦が、見事成功! その後、客室で爆乳コンシェルジュを輪姦しちゃいましたw ドM爆乳ホテルウーマン（10月24日、チェリーズ）
- BigBoobsButt 七草ちとせ（10月30日、デカ拳）
- ドMなムッチリ妻が、汗だく種付け性交をしたい時ハミ出す巨乳で男を誘う。（11月7日、NON）
- 揉みたい若妻 七草ちとせ（11月7日、光夜蝶）
- Jカップ1110mm 乳揉みまくり吸いまくり堪能セックス! ボイン七草ちとせボックス（11月19日、ABC/妄想族）
- ムッチリすけべなお姉さん 七草ちとせのイケイケお姉さんのド変態性活（11月21日、まぐろ物産）
- 揉みたい若妻 2（12月5日、光夜蝶）
- 七草ちとせの汗ダク、種付け、ガチSEX（12月13日、ヒーロー）
- 妹の爆乳は一見にしかず Dec.2014 七草ちとせ Jカップ115cm（12月19日、チェリーズ）
- デカチン激イキSEX ボイン七草ちとせボックス2（12月19日、ABC/妄想族）
- 爆乳官能小説家の知られざる異常性欲 （12月19日、クリスタル映像）
- マゾの宅配便2（12月19日、クリスタル映像）

2015年
- 爆乳ハミ出し痴漢 〜公然羞恥に濡れた肉感受付嬢〜（1月1日、Fitch）
- 僕が見ているのを気が付かないほどオナニーに熱中している母に「母さん、何してるの？」とわざとらしく聞いたらかなり動揺して「父さんには内緒にして」と即フェラしてくるもんだから調子に乗って色々、母と変態行為しちゃった件(笑)（1月9日、NON）
- そのオンナ爆乳につき2、狙われた担任の爆乳は一見にしかず Jカップ115cm ちとせ先生（1月23日、チェリーズ）
- 近親相汗 「火照る肉体、蒸れた子宮、ガマンできない親子の本能」（2月1日、VENUS）
- ボイン大好きしょう太くんのHなイタズラ（2月5日、グローリークエスト）
- この後、2回中出しされたまま、夫の夕飯を作りに帰っていった主婦たち（2月6日、NON） 他出演：仁奈るあ
- 優しいパイズリ（2月6日、ドリームチケット）
- 巨乳若妻激痙攣中出し（2月20日、ビジョンイノベーション）
- BigBoobsButt 七草ちとせFullThrottle（2月28日、デカ拳）
- 僕のペットは爆乳不動産レディ 〜敏感な乳房が咽び泣く物件内調教〜（3月1日、Fitch）
- 今日、人生でいちばん気持ちいいセックスしちゃいました。七草ちとせ（3月6日、ビジョンイノベーション）
- 女教師監禁レ×プ 七草ちとせ（3月13日、溜池ゴロー）
- 爆乳爆尻ソープ 七草ちとせ（3月13日、V&R PRODUCE）
- 豊乳お姉様のJカップ誘惑SEX 七草ちとせ（3月13日、MOODYZ）
- 全裸巨乳家政婦 七草ちとせ（3月19日、OPPAI）
- エロすぎる変態お姉さん肉ビッチ七草ちとせの混浴肉欲旅館（3月20日、まぐろ物産）
- ザーメンごっくん 精飲専用爆乳尻M女 七草ちとせ（3月20日、クリスタル映像）
- 地味で巨乳なコスプレイヤー（4月2日、グローリークエスト）
- 即ハメ×痙攣×汗だく×中出し 大情熱SEX （4月3日、クリスタル映像）
- どM揉み（4月4日、アウダースジャパン）
- 素敵なカノジョ 七草ちとせIカップ爆乳美女の中出しぶっかけ集団凌辱せっくす❤︎（4月13日、アウトビジョン）
- 巨乳女教師の羞恥コスプレSEX三昧 ～脅迫に屈する爆乳白衣ちとせ先生～（4月17日、ビジョンイノベーション）
- 止まらない爆乳エンドレスセックス ボイン七草ちとせボックス3（4月19日、ABC/妄想族）
- 七草ちとせの凄テクで10発射精させちゃうハメっぱなし温泉旅行（4月23日、ソフト・オン・デマンド）
- マゾ乳 生中出し（4月25日、ゲインコーポレーション）
- Fitch4周年記念! 榊歌丸×七草ちとせ 絶倫妻の痴情（5月1日、Fitch）
- 思わずRECしたくなる着衣爆乳おっぱい  ちとせさん (23) (5月7日、unfinished)
- 人妻教師痴漢電車（5月13日、VENUS）
- エロガキの幼チ○ポでイキまくるビッチな爆乳お姉さん 七草ちとせ（5月22日、ビジョンイノベーション）
- 嫁ぎ先は中年地獄 七草ちとせ（5月25日、マドンナ）
- 緊縛奴隷孕ませオークション〜爆乳女医の肉体に喰い込む麻縄〜 (6月1日、Fitch)
- 爆乳ハミ乳競泳水着 ちとせ (6月5日、クリスタル映像)
- 究極のおねショタ中出し企画!! 両親の目を盗んで教え子の童貞子○チ○ポを飼い馴らし 強制膣内射精させる女子大生のド変態ショタコン家庭教師 2 (6月6日、ディープス)
- 巨乳巨根ふたなり羞恥 (6月18日、ROCKET)
- 肉感解禁!黒人デカマラ肉弾FUCK (8月1日、Fitch)
- 熟性肉 (8月1日、NON)
- ママって呼んでいいのよ。(8月1日、光夜蝶)
- 低視聴率で打ち切りになったドラマの打ち上げで全裸で羞恥芸をさせられた演技が下手な美人女優 (8月20日、ROCKET)
- 最初で最後の肛門解禁!極上美アナル処女喪失ファック (9月1日、Fitch) ※「AV OPEN 2015」エントリー作品
- メスころがし (9月4日、h.m.p)
- おっぱいママを狙うマセガキ同級生6-僕のママが寝取られて妊娠懇願 ...!! (9月10日、ディープス)
- アメリカンビッチガール (10月9日、クリスタル映像/NITRO)
- 私のHな願いを叶えてくれるんですか?私って…変態ですけどいいですか? (10月9日、クリスタル映像/TOMAHAWK)
- 七草ちとせの爆乳劇場 Jcup!110cm (11月1日、プラネットプラス)
- 乳射－パイシャッ!! 顔射と挟射とパイ射とSEX (11月6日、ワープエンタテインメント)
- 七草ちとせのムチムチの巨尻をタップリ召し上がれ (11月6日、NON)
- 自宅で夫が見てない隙に痙攣するほど中出しセックス (11月6日、光夜蝶)
- 「おはよう」と同時に即生ハメ！Jcupのムッチリ巨乳の姉と中出し近親相姦生活 (11月6日、クリスタル映像/DIY)
- ダーク系鬼畜餓鬼んちょ4 (11月12日、ROCKET)
- 爆乳エロコスプレイヤー 会員限定中出し撮影会 (12月1日、Fitch)
- 鬼パイズリ地獄 (12月11日、ケイ・エム・プロデュース/REAL)
- どすけべ爆乳尻女とバター犬たち (12月18日、クリスタル映像/NITRO)

2016年
- ムッチリ爆乳のお姉ちゃんはごっくん中出し大好き痴女 (1月1日、Fitch)
- 農家の嫁 (1月7日、マドンナ)
- ムッチムチ豊乳お母さんと遊びに来る近所のママ友に禁断種付け (1月8日、クリスタル映像/DIY)
- 酒乱おんな 私、実はSなんです 酔った女は体が火照り…友も裏切り寝取りハメまくり! (1月21日、センタービレッジ)
- 七草ちとせの ザ・爆乳筆おろしドキュメント (3月4日、クリスタル映像/TOMAHAWK)
- 汗まみれガチ交尾! (4月1日、ワープエンタテインメント)
- 七草ちとせレズ解禁!抱擁 (5月10日、MARRION)
- 淫らな豊満爆乳痴女に犯されたい (6月1日、Fitch)
- 爆乳ノーブラ女子社員と中出し一夫多妻勤務 (9月1日、Fitch)  ※「AV OPEN 2016」エントリー作品

由來ちとせ名義
2016年
- 教え子チ○ポに酔いしれる元女教師の肉妻宴会 肉感お茶の間劇場 (11月29日、フェ地下)
- 貴方だけを見つめ続ける淫語中出しソープ (12月1日、Fitch)

2017年
- ポルチオエステ・ザ・ファントム Internal explosion Episode-01 遥かなる逝き地獄!人妻女体爆肉哀泣 (2月19日、Baby Entertainment)
- 母の親友 (2月1日、VENUS)
- むっちり女教師逆種付けプレス!! (3月13日、MOODYZ)
- おっぱい奉仕ちゅーちゅー授乳メイド (4月1日、MOODYZ)
- 中出しのできる人妻回春性感エステ (4月13日、VENUS)
- ママショタ実話 (4月20日、グローリークエスト)
- 親戚の家に泊まりに行った僕が初めて見た'大人の裸'今でも興奮する衝撃的な思い出 (4月21日、クリスタル映像/NITRO)
- ちとせちゃんと一緒に快感トレーニング! (5月1日、Fitch)
- 魔少年たちの巨乳奥様狩り 18 (8月4日、クリスタル映像/NITRO)
- むっちりすけべなお姉さん 露出×浮気×青姦×乱交ありのド変態新婚性活 (9月1日、まぐろ物産) ※「AV OPEN 2017」フェチ部門 エントリー作品
- 爆乳×でか尻×ムッチムチ どすけべ露出ギャルのプライベート乱交 (11月25日、かつお物産/妄想族)
- 爆乳淫乱痴女由來ちとせのふんどし祭り (12月26日、マザー)

2018年
- 肉感イズム (4月7日、ビッグ・ザ・肉道/妄想族)
- はだかの奥様 (4月19日、KSB企画/エマニエル)
- 極上射精ができるアナル舐め高級性感エステ5 (9月13日、セレブの友)

夕季ちとせ名義
2021年
- 真・時間が止まる腕時計パート21（2月11日、ROCKET）
- おしっこ114連発 98人（9月2日、グローリークエスト）

2023年
- 先生に進路を相談したら風俗をすすめられた校内一のヤリマンギャル（教え子） 裏でこっそりNo.1風俗嬢の担任教師と風俗体験むっちりハーレム逆3P中出し 乙アリス 夕季ちとせ（3月7日、ムーディーズ）

2024年
- カメラの前でおしっこする女 5（11月26日、グローリークエスト）